# Defesa Greco
A defesa Greco (ECO C40b) é uma abertura de xadrez raramente executada. Foi nomeado após uso por Gioacchino Greco, caracterizado pelos movimentos:
1. e4 e5
2. Cf3 Df6

Esta forma de defender o peão é considerado deficiente, sendo umas das piores, pois a dama sai prematuramente e bloqueia o desenvolvimento do cavalo do rei em g8 e apontando-se um pouco do ponto fraco f2.
A saída da dama não se designa a defender PE5, mas para preparar um tipo de "Matto del Barbiere" com uma inversão. A abertura só é usada por iniciantes, como a rainha preta pode ser prematuramente expostas à vários atacado durante o desenvolvimento.
Anos mais tarde voltou a ser usada por Paul Morphy (1849), Ralph Dubisch (1989), Kateryna Gorbatenko (2002).

## Alternativas
Em vez de 2...Df6 são usados geralmente usados os movimentos para a resposta das Brancas:
- 2...Cf6 - Defesa Petroff ou Russa;
- 2...d6 - Defesa Philidor;
- 2...Cc6 - Dependendo da resposta das Brancas, teremos: Ruy López (3.Bb5), Três Cavalos (3.Cc3), Abertura Italiana (3.Bc4), Abertura Escocesa (3.d4).